# サンタが泣いた日
「サンタが泣いた日」（サンタがないたひ）は、1991年12月16日に発売された角松敏生通算19作目のシングル。

## 解説
「サンタが泣いた日」はバラード・ベスト・アルバム『TEARS BALLAD』からのリカット・シングル。テイクは同じだがオープニングのSEが10秒ほど短くなっている。後にベスト・アルバム『1988-1993』にも収録された。この曲はカバーを除き、角松にとって自分以外の人の手による作品を歌った初めてのケース。作曲は当時角松のレコーディングやツアーのほか、角松がパーソナリティを務めたFM番組『VOGUE'S BAR』のジングルを手がけた浅野祥之。カップリングの「DESIRE」は、ライブ・アルバム『MORE DESIRE』収録曲で、『TEARS BALLAD』にリテイクで収録された曲。シングルには『TEARS BALLAD』と同じリテイク・ヴァージョンが収録されている。
ジャケット表裏両面には、『TEARS BALLAD』初回限定仕様に封入されたポストカードと同じものが使われている。

## 収録曲
1. サンタが泣いた日
  - WORDS BY 角松敏生, MUSIC BY 浅野祥之
  - “撮りっきりコニカ”CMソング
2. DESIRE
  - WRITTEN BY 角松敏生
  - きたがわ翔 NINETEEN 19 OVA メインテーマ
3. サンタが泣いた日 (Instrumental)

## クレジット

### サンタが泣いた日
- VOCAL, COMPUTER PROGRAMMING, KEYBOARDS, BACKGROUND VOCAL : 角松敏生
- DRUMS : 村上“PONTA”秀一
- PERCUSSION : 斉藤ノブ
- BASS : 青木智仁
- FENDER RHODES : 小林信吾
- GUITAR & SOLO : 浅野祥之

### DESIRE
- VOCAL, COMPUTER PROGRAMMING, KEYBOARDS, BACKGROUND VOCAL : 角松敏生
- DRUMS : 村上 “PONTA” 秀一
- BASS : 青木智仁
- PERCUSSION : 斉藤ノブ
- GUITAR : 鈴木茂, 今剛
- ACOUSTIC PIANO, FENDER RHODES : 小林信吾
- COMPUTER MANIPULATOR : 久保幹一郎
- STRINGS : 加藤JOE GROUP